# Mantingan (Tahunan)
Mantingan is een bestuurslaag in het regentschap Japara van de provincie Midden-Java, Indonesië. Mantingan telt 11.211 inwoners (volkstelling 2010).